# Glires
De Glires is een clade van zoogdieren waartoe de volgende ordes toe behoren:
- Haasachtigen (Lagomorpha)
- Knaagdieren (Rodentia)

De Glires vormt samen met de Euarchonta (primaten, toepaja's en colugo's) de superorde Euarchontoglires.
Hoewel de verwantschap tussen haasachtigen en knaagdieren al lang vermoed werd, werd dit pas onlangs aangetoond door modern DNA-onderzoek. Ook bleek toen dat de Springspitsmuizen (Macroscelidea) niet nauw aan de haasachtigen en knaagdieren verwant zijn.